# Tatsuo Takayama
Pour les articles homonymes, voir Takayama.
Tatsuo Takayama (高山 辰雄, Takayama Tatsuo) est un peintre de figures, paysages, fleurs, compositions murales, graveur et illustrateur traditionnel à tendance occidentale japonais du XXe siècle, né le 26 juin 1912 à Ōita et mort le 14 septembre 2007 dans l'arrondissement de Setagaya à Tokyo.

## Biographie
En 1931, il entre à l'École des beaux-arts de Tokyo, dans la section peinture japonaise traditionnelle ou nihon-ga, et en sort diplômé en 1936. En 1944, il devient maître de conférence à l'Université féminine de Tokyo ; en 1971, il est chargé de cours à l'École nationale des beaux-arts de Tokyo ; l'année suivante, il est nommé membre de l'Académie des arts. 
À partir de 1975, il fait plusieurs séjours en Chine, voyage dans le Sud de la France et en Italie du Nord. 
Il reçoit la médaille de l'ordre du métier en 1979 et est nommé chevalier des Arts et des Lettres en 1982. 
À partir de 1934, il participe régulièrement au salon officiel, appelé Teiten de 1919 à 1935, nouveau salon Bunten de 1936 à 1946, Nitten de 1946 à 1958, date à laquelle il devient Nouveau Nitten jusqu'en 1968, puis Nitten réorganisé à partir de 1969, et se déroule toujours au Musée des Beaux-Arts de Tokyo. En dehors de ce salon officiel, Takayama participe à plusieurs expositions collectives de divers groupes artistiques japonais, de 1937 à 1990.
Individuellement, il expose ses œuvres à partir de 1957, essentiellement dans des galeries et grands magasins de Tokyo, mais aussi au grand magasin Tokiwa à Ōita en 1976 et 1981 :
en 1980, au Musée d'Art moderne de la préfecture de Kanagawa.
en 1983, au Musée d'art Yamatane de Tokyo.
en 1989, au Musée d'art moderne de Tokyo et au Musée d'art moderne de Toyama.
en 1991 et 1994, au Musée départemental des arts à Ōita.
en 1994, au Musée Chido à Yamagata.
Il expose pour la première fois à l'étranger, en 1995, à l'Espace des arts Mitsukishi-Étoile à Paris. En 1959, il obtient le très officiel Prix de l'Académie des beaux-arts du Japon.
Il commence, en 1939, à réaliser des illustrations pour des livres et jeux d'enfants, pour gagner sa vie. À la suite de la lecture d'une biographie sur Gauguin, il est très impressionné par cette personnalité et son art en subit l'influence : il produit alors des œuvres aux formes simplifiées traitées en aplats de couleur. Il s'intéresse ensuite au paysage, avant de s'orienter, en 1960, vers l'étude de la figure humaine, qui devient le thème principal de son œuvre. Il dessine au pastel les illustrations du roman Ryôsai Shii tel que je le vois, de Mori Atsushi. En 1984, il reçoit la commande de quarante-huit peintures pour le pavillon Okudono du temple Kongōbu-ji.
Takamaya offre, en 1987, des peintures murales pour le temple Nittai-ji du mont Kakuō à Nagoya, il peint également un paravent : La région d'Ōita aux quatre saisons, pour le pavillon Hômeiden du palais impérial à l'occasion des fêtes d'investiture du nouvel empereur.

## Style et tradition
S'il se veut peindre de la tradition, du nihon-ga, utilisant les pigments naturels et l'encre de Chine, il recherche toujours des directions nouvelles à son art et donne naissance à une sorte de nouveau nihon-ga, qui se rapproche de l'art occidental, surtout dans ses représentations de personnages noyés dans une sorte de halo brumeux.

## Conservation de ses œuvres
- Ōita (Préfect. Art Hall) :
  - Intérieur de pièce, daté 1982.
  - L'Étoile du berger, daté 1985.
  - Une maison, daté 1988.
  - La ville, daté 1988.
  - Ruisseau dans la ville, daté 1990.
  - Quand vient la fin de l'Hiver, daté 1994.
- Tokyo (Mus. de Setagaya) :
  - Créature céleste, daté 1983.